# Hypopta amundasa
Hypopta amundasa es una especie de polillas de la familia Cossidae descrita por primera vez por Herbert Druce en 1890. Se encuentra en Ecuador.
Las alas anteriores son de color rosa rojizo con una base y un margen exterior de color marrón oscuro. El ala está densamente surcada de diminutas líneas negras. Las alas traseras son de color marrón oscuro, con una mancha roja cerca del ángulo anal.